# متعدد السلفون

وحدة تكرار متعدد السلفون.

متعددات السلفون (بولي سلفون) عبارة عن صنف من بوليميرات اللدائن حرارية التي تتكون وحدات متكررة من هيدروكربون عطري-SO2-هيدروكربون عطري، تكون فيها مجموعة السلفون هي المجموعة المحددة للخواص. تتميز متعددات السلفون أنها قاسية ولها ثباتية عالية تجاه درجات الحرارة المرتفعة.
أنتجت متعددات السلفون لأول مرة عام 1965 من قبل شركة يونيون كربيد Union Carbide. نتيجة لارتفاع تكاليف المواد الأولية وعمليات الإنتاج فإن متعددات السلفون تنتج لتطبيقات محددة عندما لا يكون استخدام البدائل الأقل ثمناً مثل متعدد الكربونات ملائماً.

## الإنتاج
ينتج متعدد السلفون من تفاعل ثنائي فينول ومضاعف (4-كلوروفينيل) السلفون مشكلاً متعدد إيثر وذلك عن طريق حذف جزيء كلوريد الصوديوم.
n HOC6H4OH + n (ClC6H4)2SO2 + n Na2CO3 → [OC6H4OC6H4SO2C6H4]n + 2n NaCl + n H2O + n CO2
غالباً ما يكون ثنائي الفينول المستخدم في التفاعل عبارة عن بيسفينول A أو الهيدروكينون (4,1-ثنائي هيدروكسي البنزين). إن مثل هذه العمليات من البلمرة تشترط وجود مواد أولية (مونوميرات) نقية لضمان الحصول على منتجات عالية الوزن الجزيئي.